# Lera Kudrjawzewa

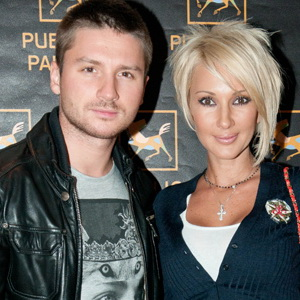
Lera Kudrjawzewa und Sergei Lasarew, 2010

Lera Kudrjawzewa (russisch Лера Кудрявцева, in engl. Transkription Lera Kudryavtseva; eigentlich Walerija Makarowa (Валерия Макарова); * 19. Mai 1971 als Walerija Lwowna Kudrjawzewa (Валерия Львовна Кудрявцева) in Ust-Kamenogorsk) ist eine russische Fernsehmoderatorin und Schauspielerin.

## Leben
Kudrjawzewa, die seit 2013 mit dem Eishockeyspieler Igor Makarow verheiratet ist, wirkte in mehreren russischen Filmen und trat als Moderatorin im russischen Fernsehen in Erscheinung.